# Jagniówka
Jagniówka – przysiółek wsi Borzęcin w Polsce, w województwie małopolskim, w powiecie brzeskim, w gminie Borzęcin. 
W latach 1975–1998 miejscowość administracyjnie należała do województwa tarnowskiego.
We wsi prowadzona jest eksploatacja złóż kruszywa.